# カルロス・カメニ
イドリス・カルロス・カメニ（Idriss Carlos Kameni, 1984年2月18日 - ）は、カメルーン・ドゥアラ出身のサッカー選手。アンテケラCF所属。ポジションはゴールキーパー。

## 経歴

### クラブ
2000年シドニーオリンピック後にフランスのル・アーヴルACに移籍したが、トップチームではプレーできずに4年間リザーブチームで燻り続けた。2002年にASサンテティエンヌにレンタル移籍したが、生え抜きのジェレミー・ジャノがおり全く出場機会を与えられなかった。2003年、イングランドのウルヴァーハンプトン・ワンダラーズFCにレンタル移籍する直前まで行ったが、イギリスの労働許可証を取得できなかったため移籍話は消滅した。
2004年7月18日、20歳の時に移籍金60万ドルでスペインのRCDエスパニョールに移籍し、2シーズン目の2005-06シーズンにはコパ・デル・レイで優勝した。2006-07シーズンはリーグ戦で不動のレギュラーに君臨し、主にカップ戦で起用されてUEFAカップ準優勝に貢献したゴルカ・イライソスとポジションを分かち合った。リーグ戦第37節のFCバルセロナとのバルセロナダービーではリオネル・メッシに「神の手ゴール」を彷彿とさせるゴールを決められている。
クラブでの活躍が認められ、2006-07シーズンにはアフリカ最優秀GK賞を受賞した。2007年にイライソスがアスレティック・ビルバオへ移籍した後は不動の正GKとしての地位を築いたが、2008-09シーズンはクラブにとって厳しいシーズンとなり、12月まで降格圏で過ごしたが、年明けに息を吹き返した。2009年になるとトレーニング後に侮辱したファンと乱闘寸前になる出来事があり、5月16日にはチームメイトのグレゴリー・ベランジェと喧嘩する出来事があった。それでもリーグ戦37試合に出場し、同胞の先輩トーマス・ヌコノが持っていたクラブ記録（497分連続無失点）を破る550分連続無失点を達成した。エスパニョールではたびたび人種差別を受けていた。
2011-12シーズンはクラブと契約を巡って揉めた事もあってクリスティアン・アルバレスにポジションを譲るようになり、2012年1月13日にエスパニョールとの契約を解除してフリーでマラガCFに加入した。2月25日、古巣エスパニョール戦でウィリー・カバジェロが負傷退場したのに伴って途中出場し移籍後初出場を果たした。その後はカバジェロから定位置を奪取した。ルベン・マルティネスの退団により新シーズンから背番号を25から1に変更。しかし、一転してカバジェロの控えに甘んじリーグ戦3試合の出場にとどまった。
2014-15シーズンになるとカバジェロがマンチェスター・シティFCに移籍。ワールドカップでも活躍したメキシコ代表のギジェルモ・オチョアがACアジャクシオより加入するも、ポジション争いに勝利。以降は不動の正GKとしての地位を確立し、オチョアをグラナダCF移籍へと追いやった。
2016年11月20日、リーグ戦第12節のFCバルセロナ戦でクリーンシートを達成。これでバルセロナ相手のクリーンシートはエスパニョール時代と合わせて7度目となり、イケル・カシージャスを超えてバルセロナ相手に最も多くクリーンシートを達成したゴールキーパーになった。なおこの試合では8セーブを記録している。
2017年7月3日、フェネルバフチェSKへの移籍で原則合意。メディカルチェックを受け5日に移籍が正式に発表された。背番号は18。

### 代表
15歳だった1999年にはナイジェリアで行われたFIFAワールドユース選手権に出場し、U-20日本代表などと同居したグループリーグで敗退したが、カメニ自身は活躍してその名を世界に知らしめた。2000年に16歳ながらシドニーオリンピックに出場して優勝し、史上最年少で金メダルを獲得したサッカー選手となった。
17歳の時にカメルーンA代表に初招集され、18歳だった2002年には2002 FIFAワールドカップに出場する23人のメンバーに選ばれた。アフリカネイションズカップ2002には控えゴールキーパーとして出場し、決勝でセネガルを破って優勝した。19歳だった2003年にはFIFAコンフェデレーションズカップ2003にレギュラーとして出場し、ブラジルを完封するなどしてグループリーグを1位通過した。決勝で開催国のフランスに敗れたが、カメニは4試合でわずか1失点しか許さなかった。2004年・2006年・2008年のアフリカネイションズカップでもレギュラーとして出場。兄のマテュリン・カメニもゴールキーパーとしてプレーするプロサッカー選手であり、2004年大会では兄弟そろってメンバー入りしている。2010年のワールドカップ南アフリカ大会にも出場したが、ポール・ル・グエン監督はスレイマヌ・ハミドゥをレギュラーに抜擢し、チームは日本・デンマーク・オランダと戦ったグループリーグで3戦全敗に終わり敗退した。

## 所属クラブ
- ル・アーヴルAC 2000-2004

→ ASサンテティエンヌ (loan) 2002-2003
- RCDエスパニョール　2004-2012.1
- マラガCF 2012.1-2017
- フェネルバフチェSK 2017-2019
- ASアルタ/ソーラー7 2021-2022
- UEサンタ・コロマ 2022-

## 代表歴

### 出場大会
- カメルーン代表
  - 2002 FIFAワールドカップ
  - 2010 FIFAワールドカップ

### 試合数
- 国際Aマッチ 73試合 0得点（2001年-2019年）[8]

| カメルーン代表 | 国際Aマッチ | 国際Aマッチ |
| 年             | 出場        | 得点        |
| -------------- | ----------- | ----------- |
| 2001           | 1           | 0           |
| 2002           | 1           | 0           |
| 2003           | 8           | 0           |
| 2004           | 9           | 0           |
| 2005           | 3           | 0           |
| 2006           | 4           | 0           |
| 2007           | 4           | 0           |
| 2008           | 13          | 0           |
| 2009           | 9           | 0           |
| 2010           | 6           | 0           |
| 2011           | 5           | 0           |
| 2012           | 6           | 0           |
| 2013           | 0           | 0           |
| 2014           | 0           | 0           |
| 2015           | 2           | 0           |
| 2016           | 0           | 0           |
| 2017           | 0           | 0           |
| 2018           | 1           | 0           |
| 2019           | 1           | 0           |
| 通算           | 73          | 0           |

## タイトル

### クラブ
RCDエスパニョール
- コパ・デル・レイ : 2005-06

### 代表
U-23カメルーン代表
- オリンピックサッカー : 2000 (金メダル)

カメルーンA代表
- アフリカネイションズカップ : 2002

### 個人
- アフリカ最優秀GK賞 : 2006-07